# Бортничи
Бо́ртничи (укр. Бо́ртничі) — бывший посёлок, историческая местность в Киеве, с 1988 года в составе Дарницкого района города. Население 15,5 тысяч (2012; 5510 в 1970).
Расположены на юго-восточной окраине Киева.

## История
Упоминается с 1508 года как бортная земля, которую её владелец Салтан Альбертович продавал Никитскому монастырю. Название происходит от древнеславянского слова «борть» — дуплистое дерево, в котором гнездились пчёлы.
Как село Бортничи первый раз упомянуто в 1598 году.
С 1935 года — село в пригородной полосе Киева.
21 декабря 1987 селу Бортничи дан статус пгт.

## Галерея

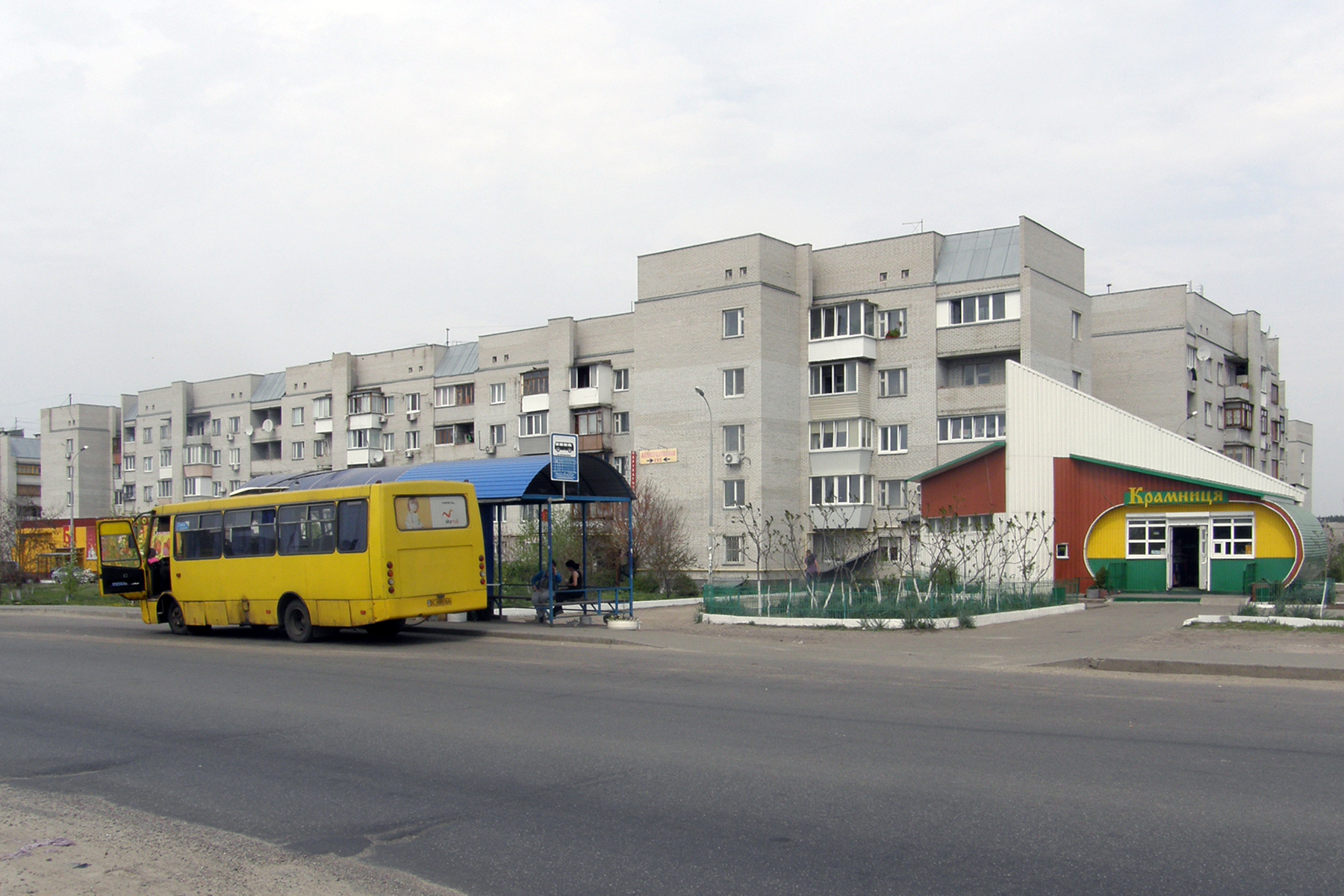
Улица Евгения Харченко
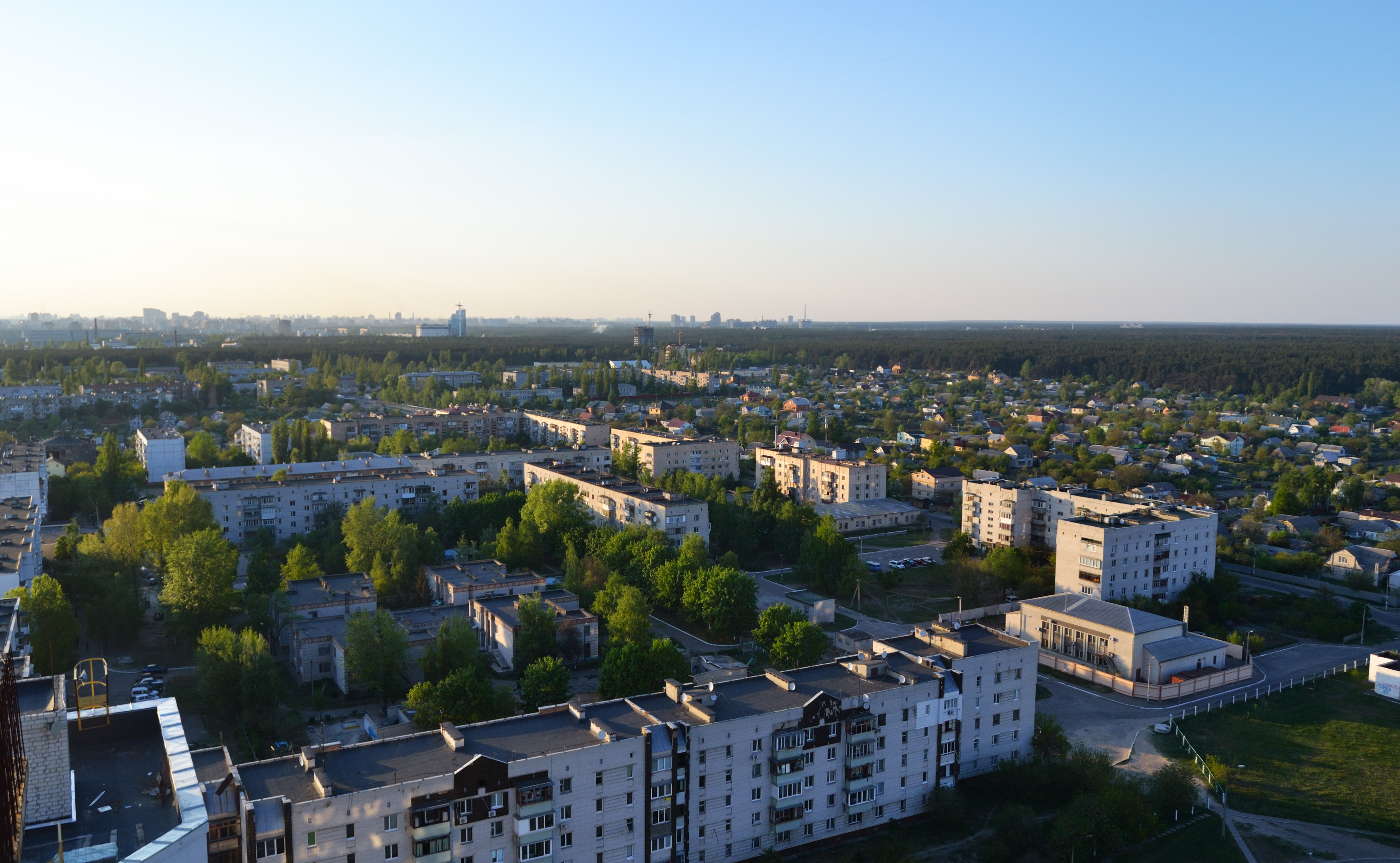
Вид на северо-восточную часть микрорайона
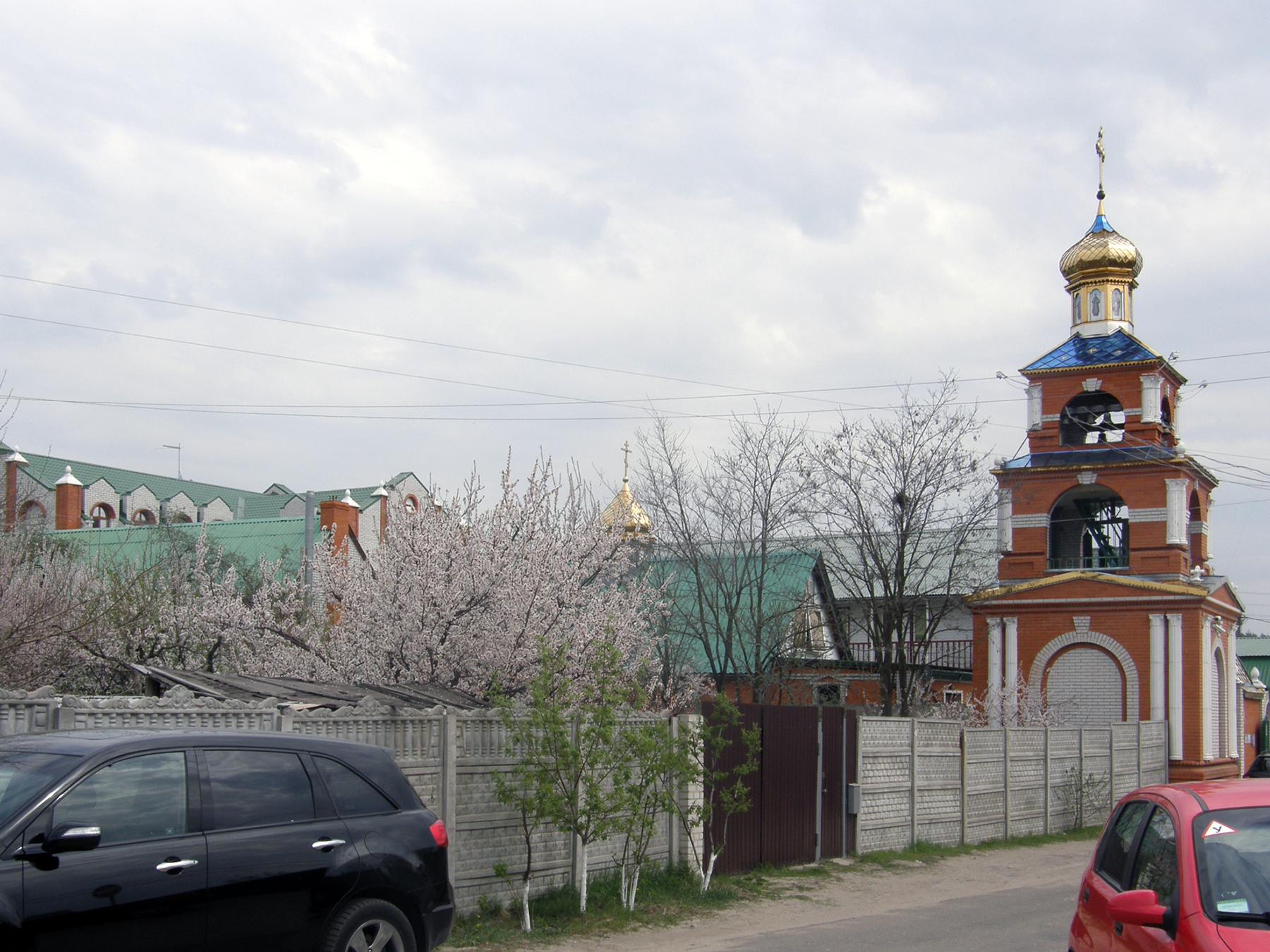
Монастырь Благовещения Пресвятой Богородицы
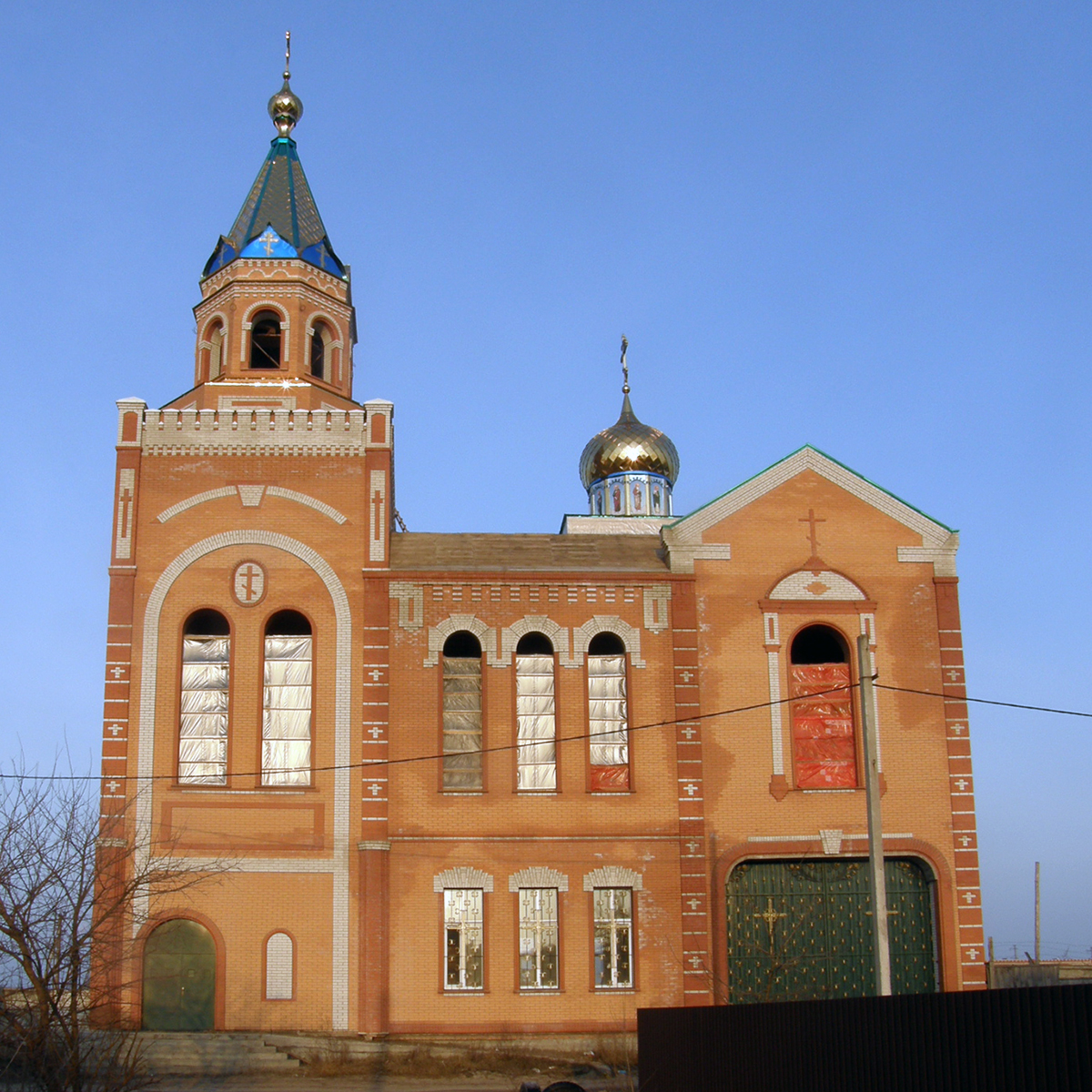
Колокольня монастыря Благовещения богородицы
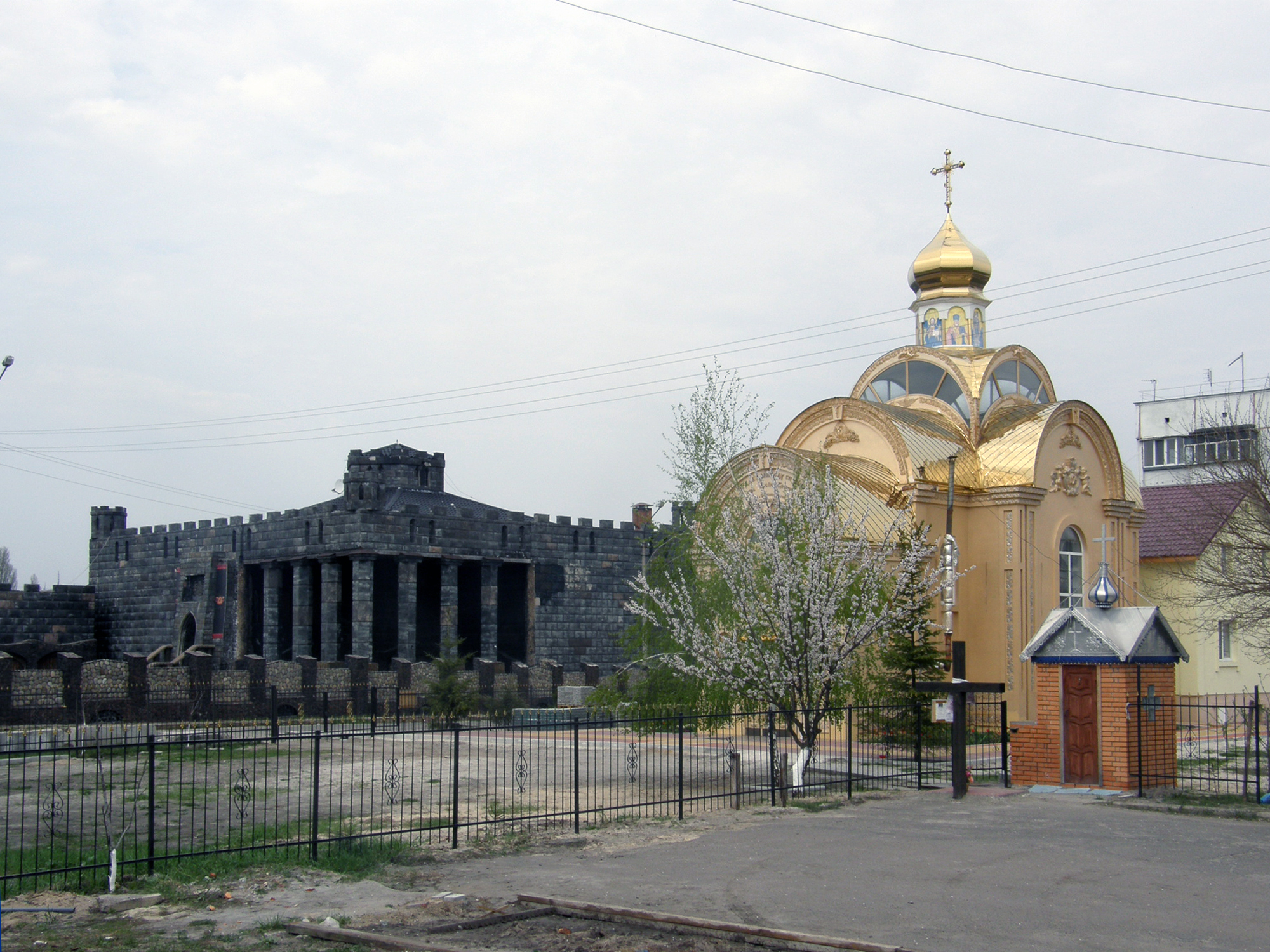
Клуб «Chateau Mistique» и Николаевская церковь
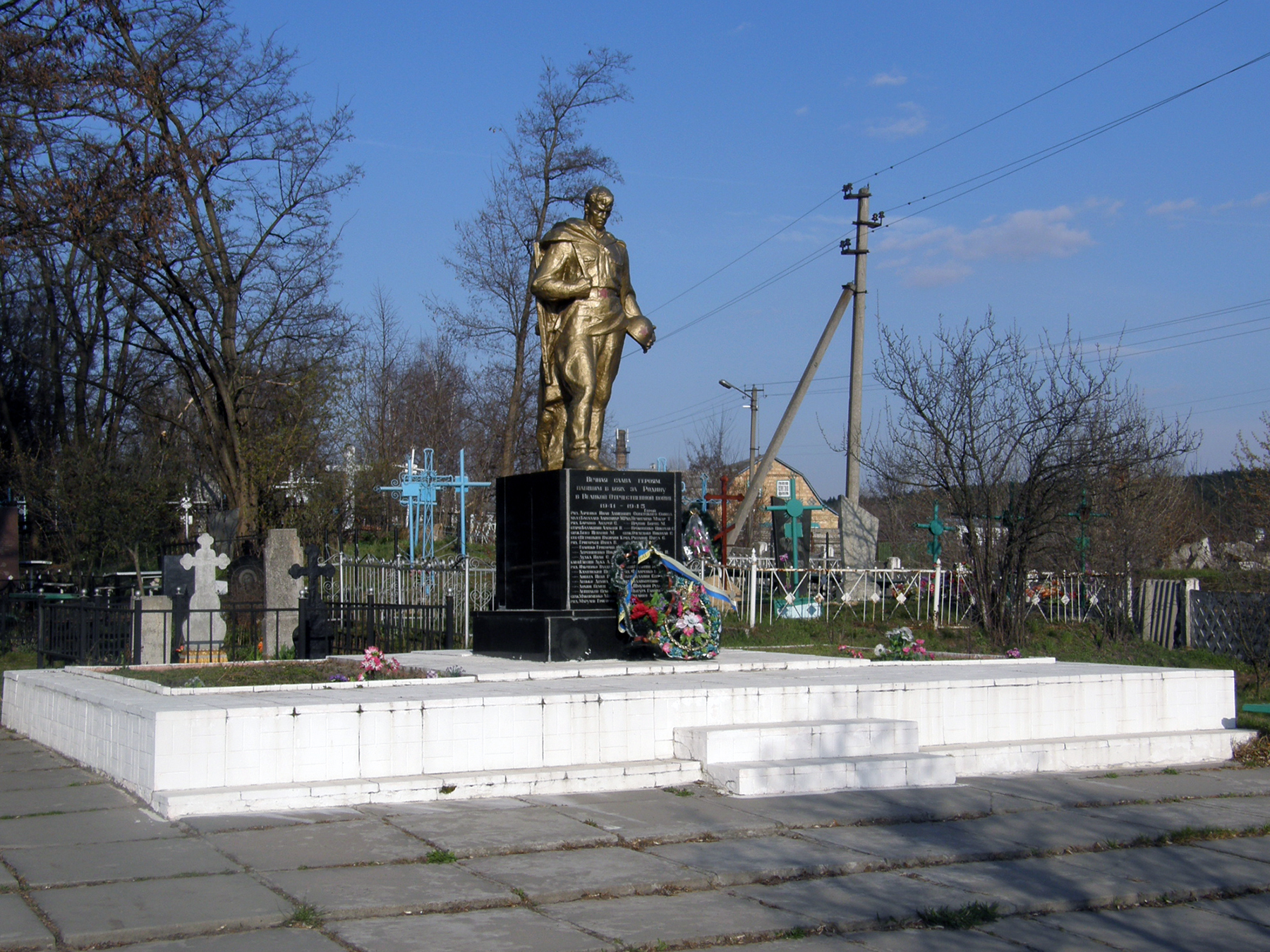
Памятник на Бортницком кладбище
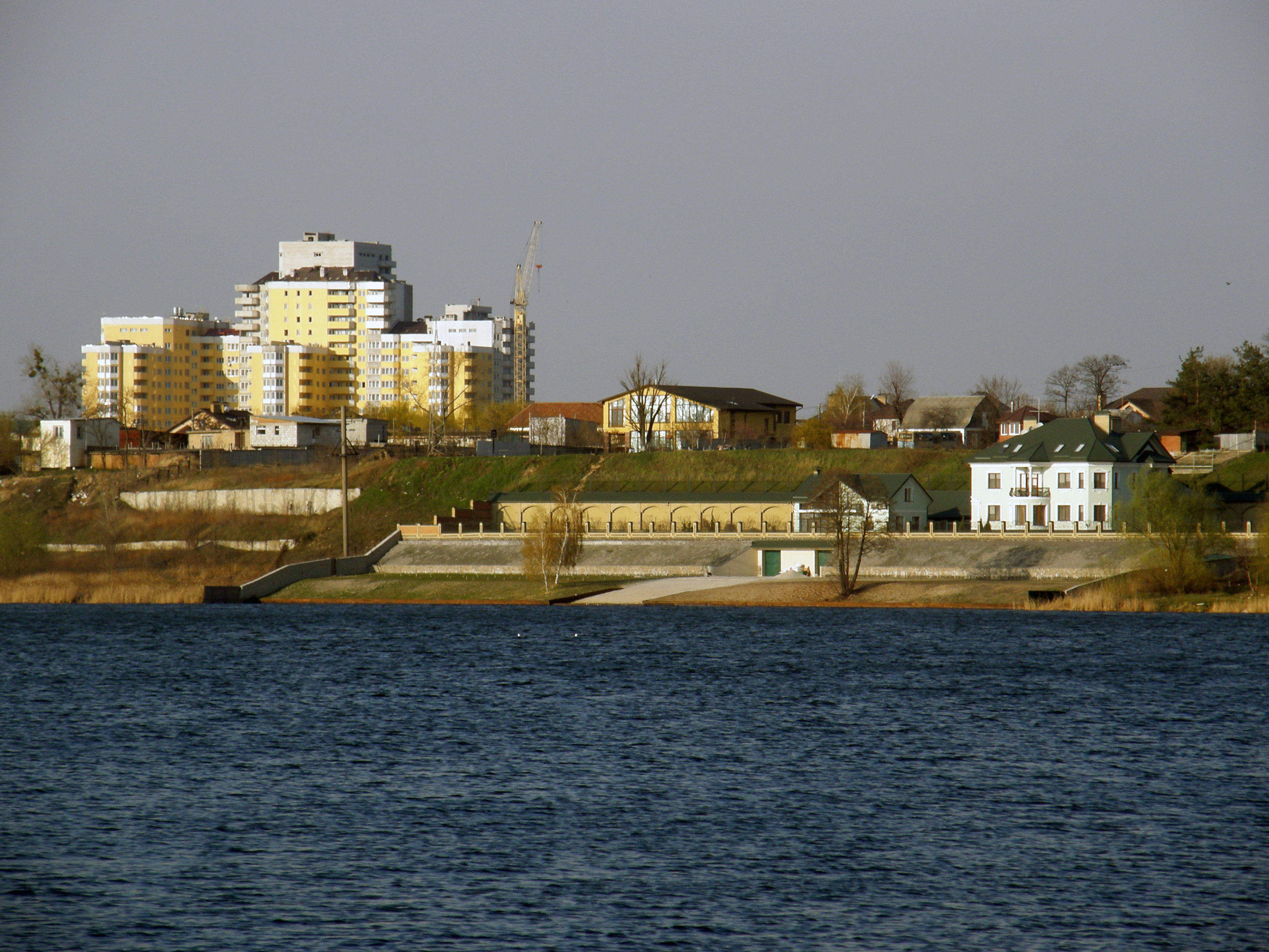
Озеро Заплавное
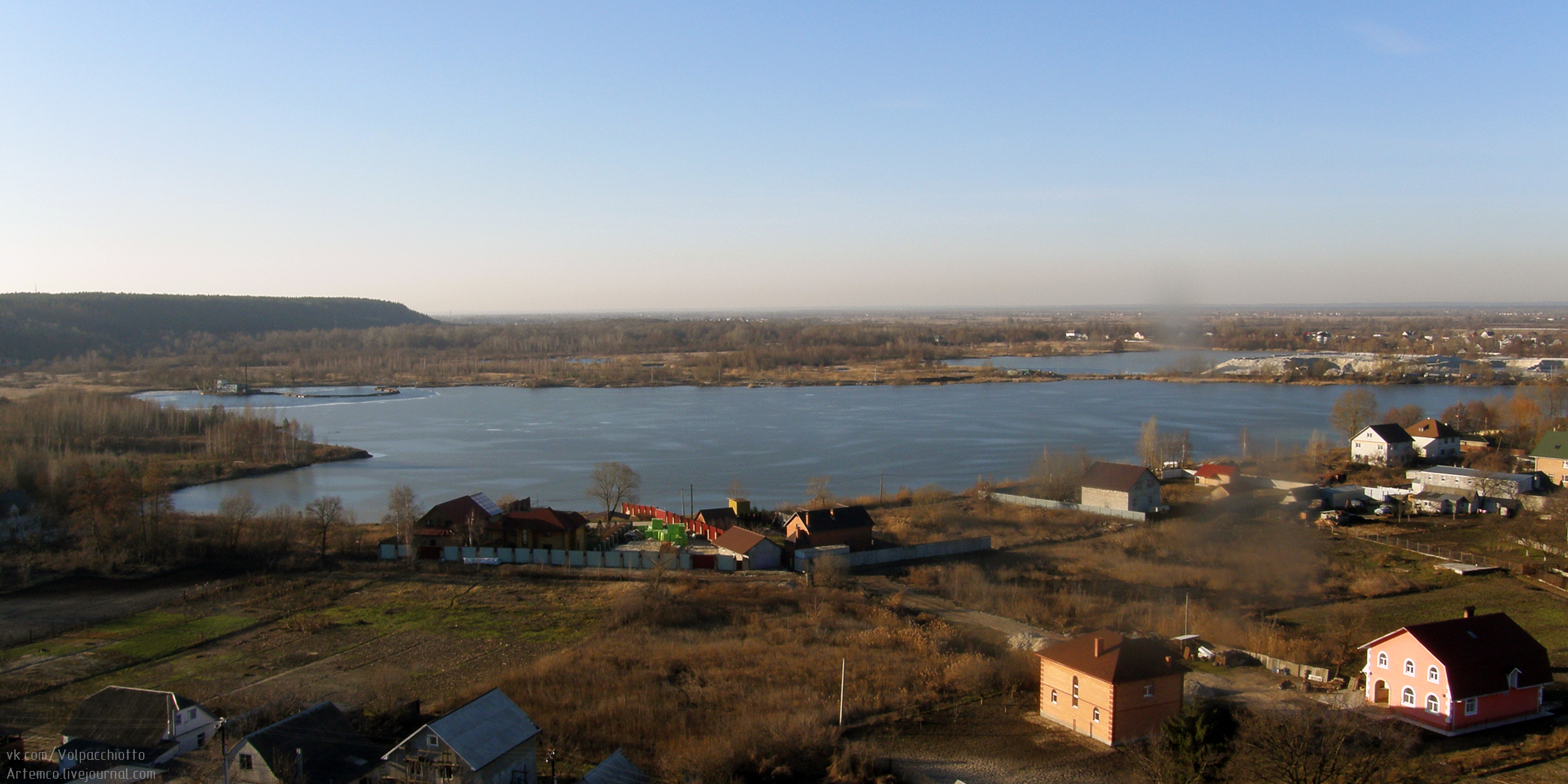
Озеро Витовец